# Carl-Hans Hauptmeyer

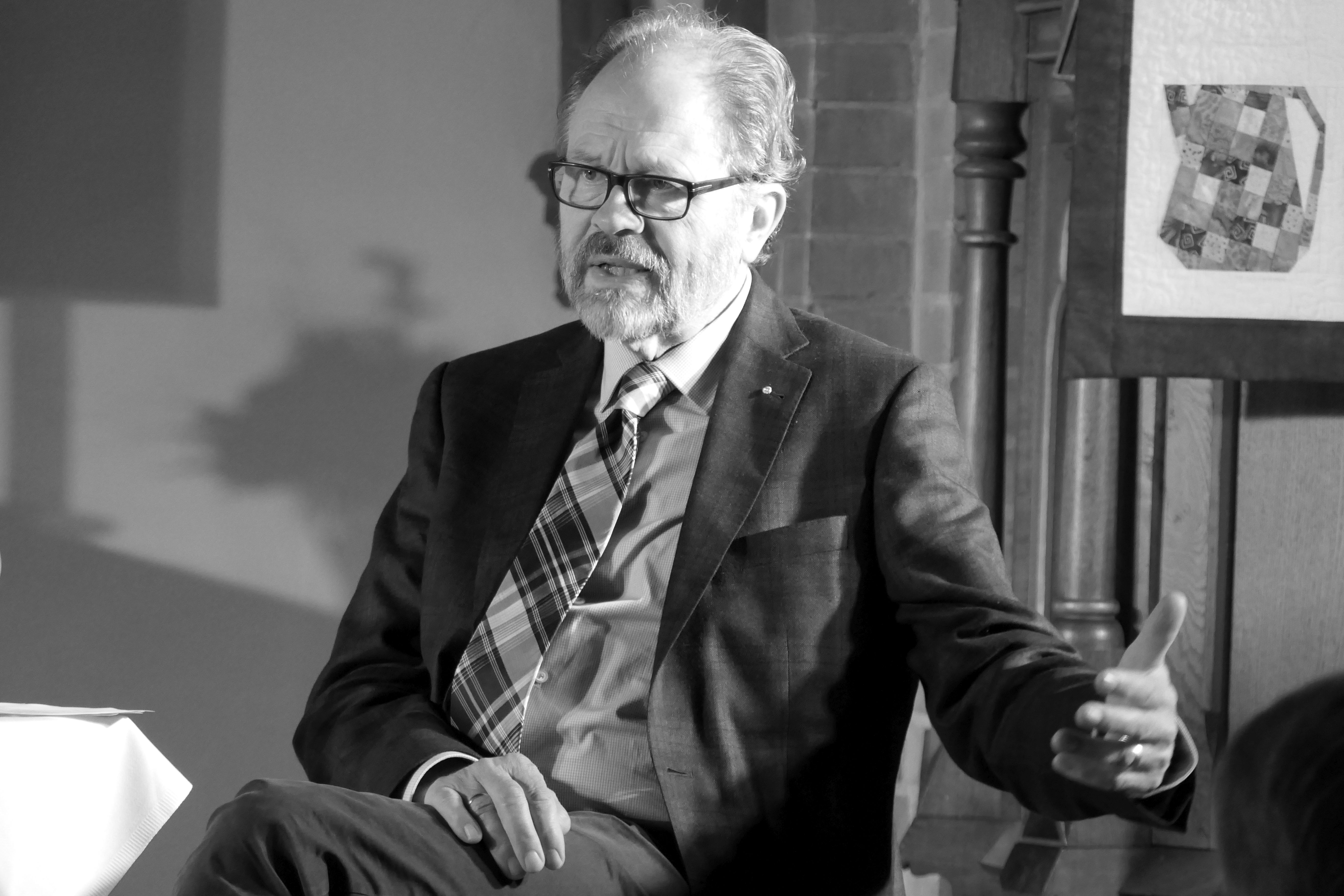
Carl-Hans Hauptmeyer, 2019

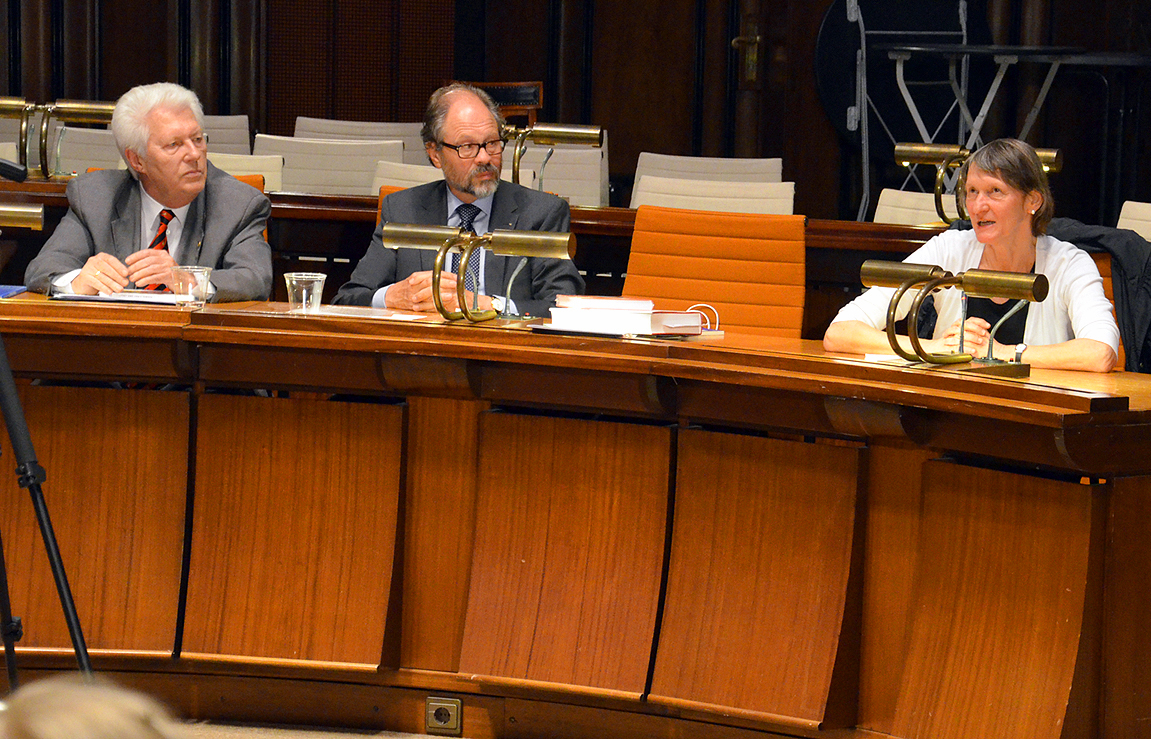
Carl-Hans Hauptmeyer im Neuen Rathaus von Hannover, 2014

Carl-Hans Hauptmeyer (* 21. Oktober 1948 in Hannover) ist ein deutscher Historiker mit dem Schwerpunkt Regionalgeschichte.

## Werdegang
Hauptmeyer besuchte das Gymnasium Bismarckschule in Hannover und legte dort 1967 das Abitur ab. Anschließend studierte er an der Technischen Hochschule Hannover Geschichte und Geographie sowie die Begleitfächer Politische Wissenschaft, Pädagogik und Philosophie und legte im Dezember 1972 das Erste Staatsexamen für das Lehramt an Gymnasien ab. Nach einer Graduiertenförderung wurde er im November 1973 Wissenschaftlicher Assistent am Lehrstuhl von Joachim Leuschner, Historisches Seminar der Technischen Universität Hannover. Im Februar 1975 wurde er promoviert und im Mai 1978 habilitierte er sich an der hannoverschen Fakultät für Geistes- und Sozialwissenschaften für das Lehrgebiet Mittlere und Neuere Geschichte. Er erhielt 1979 ein Heisenberg-Stipendium der Deutschen Forschungsgemeinschaft und vertrat 1980 und 1981 eine Professur für spätmittelalterliche und frühneuzeitliche Geschichte an der Universität Hamburg. 1981 wurde er an die Universität Hannover berufen und versah dort bis zu seiner Entpflichtung das Lehrgebiet Geschichte des Späten Mittelalters und der Frühen Neuzeit unter Einschluss der Regional- und Lokalgeschichte. Im Herbst 1993 nahm er eine Gastprofessur an der University of Nebraska in Lincoln (USA) wahr.
Seine Themengebiete in Forschung und Lehre sind: Theorie und Anwendung der Regionalgeschichte, Stadtgeschichte, Geschichte ländlicher Räume, Wirtschafts- und Sozialgeschichte Niedersachsens, Geschichte des Späten Mittelalters und der Frühen Neuzeit und neuerdings regionale Zeitgeschichte. Schon frühzeitig nahm er zahlreiche Ämter in der akademischen Selbstverwaltung wahr, vertrat z. B. von 1995 bis 2002 die Universität Hannover beim Philosophischen Fakultätentag oder war 1995–1998 Dekan des Fachbereichs Geschichte, Philosophie und Sozialwissenschaften der Universität Hannover. Seit 1990 konnte Hauptmeyer immer wieder Drittmittel für regionalgeschichtliche Forschungsprojekte akquirieren, 2009 z. B. aus der Förderlinie der VolkswagenStiftung „Forschung in Museen“ ein Vorhaben zur innerdeutschen Grenze in Bild und Film.

## Wissenschaftliche Tätigkeit
Seine wissenschaftliche Arbeit begann Hauptmeyer mit sozial- und verfassungshistorischen Studien zur spätmittelalterlichen und frühneuzeitlichen Stadtgeschichte Oberdeutschlands. Im Mittelpunkt stand seine Dissertation zur Herrschaft in der ehemaligen Reichsstadt Isny im Allgäu. Auch in der Folgezeit widmete er sich immer wieder der Stadtgeschichte, unter anderem am Beispiel von Quakenbrück oder Goslar, vor allem aber von Hannover. Anlässlich der Vorbereitung seiner Habilitationsschrift stieß er im Staatsarchiv Bückeburg auf eine umfangreiche Überlieferung zu einer Bauernrevolte am Ende des 18. Jahrhunderts. Daran anschließend publizierte er diverse Beiträge zu frühneuzeitlichen bäuerlichen Oppositionen in Nordwestdeutschland und zur Rolle der ländlichen Gemeinden. Seine Habilitationsschrift widmete sich dem Absolutismus und dem Souveränitätsproblem am Beispiel der Grafschaft Schaumburg bzw. Schaumburg-Lippe.
Seine niedersächsischen Studien vertiefte er unter anderem mit einer Wirtschafts- und Sozialgeschichte Niedersachsens im Mittelalter, der Frage, wie Niedersachsen im Weltsystem insbesondere der Frühen Neuzeit zu verorten sei und mit monographischen Übersichten zur niedersächsischen Geschichte. Fußend auf dem Studium der Geographie und seinen Arbeiten zur Agrargeschichte beschäftigt sich Hauptmeyer bereits seit Mitte der 1970er Jahre mit der Entwicklung ländlicher Räume und der Dorferneuerung. Gemeinsam mit Gerhard Henkel von der Universität Duisburg-Essen begründete er den Bleiwäscher Kreis, den er dreißig Jahre lang gemeinsam mit Henkel bis 2007 leitete. Die vielfältigen Anregungen aus den Tagungen mit Geographen, Planern, Politikern und Verwaltungsfachleuten setzte er in diversen Einzelstudien um. So wirkte er 1988 u. a. am Studiengang Dorfentwicklung des Deutschen Instituts für Fernstudien in Tübingen mit. Die praktische Anwendung regionalgeschichtlicher Erkenntnisse führte zu diversen Beiträgen zur Theorie der kleinräumig orientierten Geschichte und zur angewandten Regionalgeschichte.

## Ehrenamtliche Tätigkeit
Seine interdisziplinär angelegte regionalgeschichtliche Arbeit setzte er in diversen ehrenamtlichen Tätigkeiten um. Seit 1975 ist er Mitglied des „Arbeitskreises für genetische Siedlungsforschung in Mitteleuropa“ (jetzt ARKUM), seit 1979 Mitglied der Historischen Kommission für Niedersachsen und Bremen. Dort leitet er von 2003 bis 2012 den von Ernst Hinrichs und Karl Heinrich Kaufhold begründeten „Arbeitskreis Wirtschafts- und Sozialgeschichte“. Anfang der 1980er Jahre baute er beim Niedersächsischen Heimatbund (NHB) die bis 1991 bestehende Kontaktstelle Regionalforschung zur Heimatforscherfortbildung auf. Mit kurzzeitigen Unterbrechungen leitet Hauptmeyer von 1983 bis 2012 die Fachgruppe Geschichte im NHB. 1998 gründete Hauptmeyer das Niedersächsische Institut für Historische Regionalforschung, dem er bis 2004 vorstand. An der Universität Hannover war er Mitbegründer der interdisziplinären „Arbeitsgruppe Regionalgeschichte“ (1982) sowie „Dorf und ländlicher Raum“ (1986). Als Vorsitzender schließlich vereinte er diese und weitere Arbeitsgruppen 2010 zur „Forschungsinitiative Raum und Region“, die anwendungsorientierte Forschungs- und Lehrprojekte durchführt, heute Forschungszentrum TRUST der Leibniz Universität Hannover. In Kooperation mit der „Akademie für Raumforschung und Landesplanung“ wirkte er 2000 an der Gründung des Kompetenzzentrums für Raumforschung und Regionalentwicklung in der Region Hannover mit und leitete dieses von 2007 bis 2009.
Seit 2013 ist Hauptmeyer entpflichtet, aber weiterhin in Forschung und wissenschaftlicher Beratung vielfach aktiv. Für den Freundeskreis des Stadtarchivs Hannover führt er z. B. seit 2013 regelmäßig öffentliche Zeitzeugeninterviews durch, und er war u. a. seit 2015 bis 2019 einer der Leiter eines Projekts der Wüstenrotstiftung zu „erfolgreichen metropolenfernen Regionen in Deutschland“. Von 2016 bis 2025 leitete er den Expertenkreis „Rotary in Deutschland von Mitte der 1920er bis Mitte der 1950er Jahre“.

## Auszeichnungen
- 2021: Cord-Borgentrick-Stein[2]
- 2023: Verdienstkreuz am Bande des Niedersächsischen Verdienstordens[3]
- 2024: Ehrenmitglied im Niedersächsischen Heimatbund e. V.[4]

## Schriften (Auswahl)

### Monografien
- Verfassung und Herrschaft in Isny. Untersuchungen zur reichsstädtischen Rechts-, Verfassungs- und Sozialgeschichte, vornehmlich in der frühen Neuzeit. Göppingen 1976 (Göppinger akademische Beiträge 97) (Dissertation)
- Souveränität, Partizipation und absolutistischer Kleinstaat. Die Grafschaft Schaumburg (-Lippe) als Beispiel. Hildesheim 1980 (Quellen und Darstellungen zur Geschichte Niedersachsens 91) (Habilitationsschrift)
- Calenberg. Geschichte und Gesellschaft einer niedersächsischen Landschaft. Hannover 1983 (populärwissenschaftlich)
- Die Residenzstadt Hannover. Von der Residenznahme 1636 bis zum Beginn des 19. Jahrhunderts. In: Geschichte der Stadt Hannover (hg. v. Klaus Mlynek u. Waldemar R. Röhrbein), Hannover 1991, S. 137–264
- Niedersächsische Wirtschafts- und Sozialgeschichte im hohen und späten Mittelalter (1000-1500). In: Geschichte Niedersachsens (hg. v. Ernst Schubert) 2,1, Hannover 1997, S. 1039–1378
- Niedersachsen. Landesgeschichte und historische Regionalentwicklung im Überblick. Oldenburg 2004
- Rotary unter dem Nationalsozialismus. Lehren aus der Geschichte – für die Zukunft, Freiburg 2019 (gemeinsam mit Hermann Schäfer u. a.)
- Rotary under Nazi Rule. Learning from the past for a better future, Freiburg 2019 (gemeinsam mit Hermann Schäfer u. a.)
- Erfolgreiche metropolenferne Regionen. Das Emsland und der Raum Bodensee-Oberschwaben, Ludwigsburg 2019 (gemeinsam mit Rainer Danielzyk u. a.)
- An der Seite der Universität. 100 Jahre Leibniz Universitätsgesellschaft Hannover. Rostock 2021 (gemeinsam mit Rita Seidel und Rainer Ertel)
- Geschichte Niedersachsens. 2. erweiterte Auflage. München 2025  (C.H.Beck Paperback)